# Argyrotaenia
Genre
Argyrotaenia est un genre de lépidoptères (papillons) de la famille des Tortricidae.
En Europe ce genre ne comprend qu'une seule espèce :
- Argyrotaenia ljungiana (Thunberg, 1797), la petite tordeuse de la grappe.

## Liste d'espèces
Selon NCBI (24 juill. 2015) :
- Argyrotaenia alisellana
- Argyrotaenia atima
- Argyrotaenia citrana
- Argyrotaenia coloradana
- Argyrotaenia dorsalana
- Argyrotaenia floridana
- Argyrotaenia franciscana
- Argyrotaenia graceana
- Argyrotaenia isolatissima
- Argyrotaenia isolatissima
- Argyrotaenia juglandana
- Argyrotaenia kimballi
- Argyrotaenia lautana
- Argyrotaenia ljungiana
- Argyrotaenia mariana
- Argyrotaenia niscana
- Argyrotaenia occultana
- Argyrotaenia pinatubana
- Argyrotaenia provana
- Argyrotaenia provana
- Argyrotaenia quadrifasciana
- Argyrotaenia quercifoliana
- Argyrotaenia repertana
- Argyrotaenia tabulana
- Argyrotaenia velutinana